# کیواتین ایر
کیواتین ایر (به انگلیسی: Keewatin Air) یک شرکت هواپیمایی با کد یاتا FK است که در ۱۹۹۸ میلادی تأسیس شده‌است. دفتر مرکزی کیواتین ایر در وینیپگ، منیبا، کانادا واقع شده‌است.